# Arrondissement de Soest
Pour les articles homonymes, voir Soest.
L'arrondissement de Soest (en allemand : Kreis Soest) est situé à l'est du Land de Rhénanie-du-Nord-Westphalie dans le District d'Arnsberg entre les montagnes du Sauerland au sud et les plaines du pays de Münster (en allemand : Münsterland). Il a des limites avec les arrondissements de Warendorf, Gütersloh, Paderborn, Haut-Sauerland, La Marck et Unna ainsi que la ville de Hamm.

## Histoire
L'arrondissement fut créé le 1er janvier 1975 par loi du 9 juillet 1974 en fusionnant les anciens arrondissements de Lippstadt et de Soest.

## Communes
L'arrondissement compte 14 communes dont 7 villes

Communes de l'arrondissement

Villes :
- Erwitte
- Geseke
- Lippstadt
- Rüthen
- Soest
- Warstein
- Werl

Communes :
- Anröchte
- Bad Sassendorf
- Ense
- Lippetal
- Möhnesee
- Welver
- Wickede (Ruhr)

## Politique

### Élections du préfet (Landrat)
|       | Scrutin du 12 septembre 1999 | Scrutin du 12 septembre 1999 | Scrutin du 12 septembre 1999 | Scrutin du 26 septembre 2004 | Scrutin du 26 septembre 2004 | Scrutin du 26 septembre 2004 |
| Parti | Candidat                     | Votes                        | %                            | Candidat                     | Votes                        | %                            |
| ----- | ---------------------------- | ---------------------------- | ---------------------------- | ---------------------------- | ---------------------------- | ---------------------------- |
| CDU   | Wilhelm Riebniger            | 80 057                       | 57,9 %                       | Wilhelm Riebninger           | 73 644                       | 53,6 %                       |
| SPD   | Dr. Ulrike Gilhaus           | 46 243                       | 33,5 %                       | Dr. Ulrike Gilhaus           | 41 424                       | 30,1 %                       |
| BG    | Theodor Kremer               | 8 036                        | 5,8 %                        | Theodor Kremer               | 11 053                       | 8,0 %                        |
| FDP   | Claus-Viktor Reinhard        | 3 841                        | 2,8 %                        | Wilhelm Reinecke             | 8 331                        | 6,1 %                        |
| PDS   |                              |                              |                              | Dietmar Schwalm              | 3 066                        | 2,2 %                        |

### Élections du conseil (Kreistag)
|        | Scrutin du 26 sept. 2004 | Scrutin du 26 sept. 2004 | Scrutin du 26 sept. 2004 |
| Parti  | Votes                    | %                        | Sièges                   |
| ------ | ------------------------ | ------------------------ | ------------------------ |
| CDU    | 65 897                   | 47,8 %                   | 29                       |
| SPD    | 37 085                   | 26,9 %                   | 16                       |
| BG     | 13 007                   | 9,4 %                    | 5                        |
| FDP    | 10 967                   | 8,0 %                    | 5                        |
| Grünen | 8 757                    | 6,4 %                    | 4                        |
| SO!    | 2 123                    | 1,5 %                    | 1                        |

## Juridiction
Juridiction ordinaire

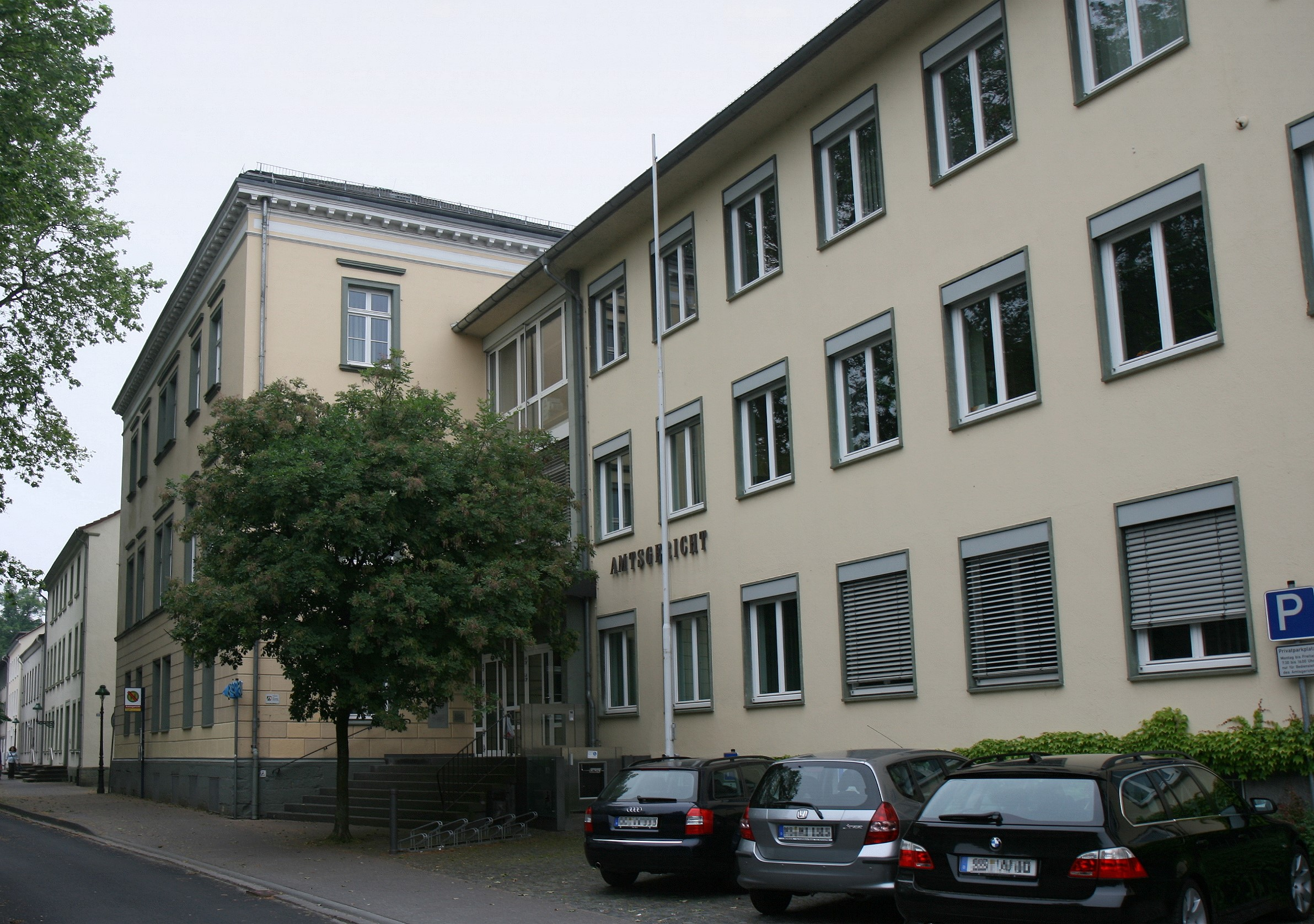
Tribunal cantonal de Soest

- Cour d'appel (Oberlandesgericht) de Hamm
  - Tribunal régional (Landgericht) d'Arnsberg
    - Tribunal cantonal (Amtsgericht) de Soest: Bad Sassendorf, Lippetal, Möhnesee, Soest, Welver
    - Tribunal cantonal de Warstein: Rüthen, Warstein
    - Tribunal cantonal de Werl: Ense, Werl, Wickede (Ruhr)

  - Tribunal régional de Paderborn
    - Tribunal cantonal de Lippstadt: Anröchte, Erwitte, Geseke, Lippstadt

Juridiction spéciale
- Tribunal supérieur du travail (Landesarbeitsgericht) de Hamm
  - Tribunal du travail (Arbeitsgericht) de Soest
- Tribunal administratif (Verwaltungsgericht) d'Arnsberg
- Tribunal des affaires de Sécurité sociale (Sozialgericht) de Dortmund